# دوران راک (فیلم ۲۰۱۲)
دوران راک (به انگلیسی: Rock of Ages) فیلمی محصول سال ۲۰۱۲ به کارگردانی آدام شنکمن است. در این فیلم تام کروز، جولیان هاف، راسل برند، دیگو بونتا، پل جیاماتی، کاترین زیتا جونز و الک بالدوین بازی کردند.